# Willy Schlobach
Willy Schlobach (Brussel, 27 augustus 1864 - Nonnenhorn, 29 januari 1951) was een Belgisch-Duits schilder, geboren uit Duitse ouders. Na de Eerste Wereldoorlog verliet hij België en vestigde hij zich te Nonnenhorn, aan de oevers van het Bodenmeer. Hij stierf er in 1951.

## Belgische periode
Zijn Belgische vader Gustav Schlobach was een pelshandelaar, een zoon van de Duitse Wilhelmina Milsenach. Willy Schlobachs echtgenote was de in Leipzig geboren Margarete Foerster, eveneens van Duitse afkomst.
Als kunstenaar leefde Schlobach op het keerpunt van de moderne kunststromingen met het geruchtmakende impressionisme als orgelpunt; hij ging geestdriftig op in de uitlopers ervan, tijdens het post-impressionisme. De apostel van het pointillisme, Seurat, zag in Willy Schlobach niemand minder dan "de beste Belgische divisionist".
Tijdens zijn Belgische tijd, dat wil zeggen voor de Eerste Wereldoorlog, was hij bevriend met de Oostendse schilders James Ensor en Willy Finch. Samen met hen behoorde hij tot de medeoprichters van de bekendste Belgische kunstenaarsgroepering Les XX, die was opgericht onder impuls van de Brusselse jurist Octave Maus. Schlobach was toen nauwelijks twintig.
De ouders van zijn vriend Willy Finch hadden een hotel langs de Zeedijk in Oostende. Schlobach kwam er vaak en schilderde er meermalen. Zo ontstond er een merkwaardig doek, Kade te Oostende, een olieverf op doek van 82 x 152 cm, dat de havenuitvaart voorstelt in vogelperspectief, van uit een bovenverdieping gezien. Het werd geschilderd in 1885 en het behoort tot de Belfius Collectie te Brussel.

## Britse periode
Samen met Willy Finch trok hij af en toe naar Londen om er James Abbott Mac Neill Whistler op te zoeken. Ze hadden grote bewondering voor de Amerikaanse meester van de zwart-grijs-wit nuances.
Omstreeks 1887 verbleef Schlobach langere tijd in Engeland. Daar raakte hij onder invloed van William Turner en ontpopte hij zich als portretschilder van de Londense beau monde. Hij liet er de reeks Londres: Les Hantises achter.
Ondanks zijn oorspronkelijke impressionistische vorming voelde Schlobach zich na 1890 aangetrokken tot de symboliek van de Engelse Prerafaëlieten. Deze stijl kwam de kwaliteit van zijn werk echter niet ten goede. Hij keerde dan ook terug naar zijn vroegere lichteffecten en de sfeer van Turner. Bevriend met Theo Van Rysselberghe nam hij vanaf 1912 herhaaldelijk deel aan de exposities van de Brusselse La Libre Esthétique.

## Duitse periode
Na dit verblijf in Engeland vestigde hij zich te Sint-Genesius-Rode, aan de rand van Brussel. Het was daar dat hij, na de Eerste Wereldoorlog, moeilijkheden kreeg met de overheid. Zijn Duitse sympathieën, ingevolge zijn afstamming, waren het negatieve motief. Een groot aantal van zijn werken werd in beslag genomen en in openbare verkoop gebracht. Verbitterd verliet hij België en vestigde zich aan de oevers van het Bodenmeer, in het vissersdorpje Nonnenhorn, tussen Friedrichshafen en Lindau.
Van 1919 tot aan zijn dood op 29 januari 1951 schiep Schlobach hier een groot aantal doeken met bloeiende bloemen en in steeds wisselende Wasserburg-motieven, stillevens en telkens wederkerende stemmingsbeelden, weerspiegeld in een buitengewoon betoverende Bodensee.
Hij onderhield contacten met de Immenhofer-impressionisten. In vrijmoedige bedenkingen suggereerde hij vaak dat diezelfde Bodensee zijn kunst ten slotte verdorven had (A. Bode - Friedrichshafen).
Als consequent vrijdenker en nationaalsocialist stond Willy Schlobach eerder hautain afzijdig tegenover het conservatief gelovige dorpsleven van zijn omgeving.

## Graf
Schlobach overleed in 1951. Hij ligt, samen met zijn vrouw Margarete (overleden 4 december 1943), en zijn adoptiefdochter Johanna-Maria Schlobach-Stettner (overleden 9 maart 1956), begraven in een familiegraf op het Nordfriedhof van nabije Wasserburg. Nonnenhorn had toen nog geen eigen begraafplaats. De grafstede werd sinds 1991 als eerbetuiging door de gemeente Nonnenhorn beschermd maar de gemeente besliste in 2011 de concessie niet meer te verlengen. In 2012 zou de grafsteen tegen de kerkhofmuur in Nonnenhorn geplaatst worden.

## Receptie
Op initiatief van toenmalig burgemeester A. Schnell werd op 14 augustus 1988 een hommage-expo geopend te Nonnenhorn. De huidige burgemeester, Hornstein, houdt momenteel een aantal tekeningen en schilderijen, samen met overblijvende meubels, in bewaring op het gemeentehuis, met het oog op een eventueel in te richten lokaal museum.

## Musea en openbare verzamelingen
Schilderijen van Schlobach bevinden zich in de collectie van de Koninklijke Musea voor Schone Kunsten van België te Brussel, Kunstmuseum aan Zee (Mu.ZEE) in Oostende, in de verzameling van de Gemeente Knokke-Heist en de Belfius Collectie in Brussel
- RKD-Nederlands Instituut voor Kunstgeschiedenis: 90088
- Union List of Artist Names: 500170297
- Virtual International Authority File: 65009703